# Leioproctus rubriventris
Leioproctus rubriventris là một loài Hymenoptera trong họ Colletidae. Loài này được Friese mô tả khoa học năm 1909.